# Kerry Group
Kerry group est un leader mondial dans l'industrie agroalimentaire présent sur tous les continents, coté à la bourse de Londres et de Dublin. Son siège est à Tralee dans le comté de Kerry. Cette ancienne coopérative laitière emploie aujourd'hui 25 000 personnes à travers le monde.

## Principaux actionnaires
Au 17 décembre 2019
| Kerry Cooperative Creameries                    | 12,7% |
| Capital Research & Management(Global Investors) | 2,93% |
| FIL Investment Advisor                          | 2,62% |
| The Vanguard Group                              | 2,46% |
| MFS International                               | 1,92% |
| Fidelity Management & Research                  | 1,91% |
| Allianz Global Investor                         | 1,43% |
| Invesco Canada                                  | 1,35% |
| Norges Bank Investment Management               | 1,34% |
| Columbia Wanger Asset Management                | 1,11% |

## Activités

### Ingrédients alimentaires
saveurs, arômes, condiments, assaisonnements et ingrédients bio pour la confection de boissons, de produits laitiers, de soupes, de sauces et de produits pharmaceutiques.

### Produits frais et plats préparés
Produits laitiers et jus de fruits (Low Low, Yollies, Dairygold, Charleville, Cheestrings, etc.), eaux aromatisées (Kerry Spring), produits de charcuterie (saucisses de porc, produits à base de dinde et de canard ; Denny, Wall's, Richmond et Mattessons), salades et sandwiches préemballés (Freshways) et pâtisseries à cuire (Green's et Homepride).

## Implantation Géographique
Le siège du groupe est situé à Tralee en Irlande. KERRY Food est la branche des produits alimentaires de grande consommation. Les unités de production de cette division sont toutes localisées soit en Irlande soit en Grande-Bretagne. Le siège de cette branche est basé à Egham dans le Surrey (GB).
KERRY Ingredients & Flavours est la division Internationale du groupe. Elle possède des unités de production dans les pays suivants: Allemagne, Australie, Brésil, Canada, Chine, Hong Kong, Costa Rica, États-Unis, France, Royaume-Uni, Hongrie, Irlande, Italie, Malaisie, Mexique, Nouvelle-Zélande, Pays-Bas, les Philippines, Pologne, Thaïlande.
Elle a également ouvert des Bureaux Commerciaux en Afrique du Sud, en Corée du Sud, en Inde, en Indonésie, au Japon, aux Philippines, et à Singapour.

## Ouvrages
- (en) James J. Kennelly, The Kerry Way : The History of Kerry Group, 1972-2000, Oak Tree Press, 2001, 457 p. (ISBN 9781860761843)